# Sébaco
Nuevo Sébaco de la Asunción o simplemente Sébaco, es un municipio del departamento de Matagalpa en la República de Nicaragua, ubicada a 30 kilómetros de la ciudad de Matagalpa y a 103 kilómetros de la capital Managua.
Sébaco, la segunda ciudad en importancia del departamento de Matagalpa y la tercera en el septentrión nicaragüense,[¿según quién?] es un importante centro económico e industrial de la zona con una fuerte influencia en las ciudades cercanas. Se encuentra asentada en un antiguo valle donde una vez hubo un lago de enormes proporciones. [cita requerida]
En 1996, mediante decreto legislativo, la Asamblea Nacional de Nicaragua erróneamente le da el título de Ciudad pues, pero ésta ya lo tenía por decreto real del Rey Carlos I de España quien la nombró como "La muy noble ciudad de Sébaco".

## Toponimia
Su nombre proviene de la lengua náhuatl: Cihuatl Coatl, Cihuatl: mujer, Coatl: serpiente; "mujer serpiente" diosa de la fertilidad y de la agricultura. Al llegar los españoles a estas tierras, no pudiendo pronunciar el nombre original, decían Ciguaco que con el tiempo ha dado un giro a la voz "Sébaco". [cita requerida]

## Geografía
Sébaco se encuentra ubicada en las coordenadas 12° 51′ 4″ de latitud norte y 86° 5′ 58″ de longitud oeste.

### Límites
Limita al norte con los municipios de La Trinidad y Jinotega, al sur con los municipios de Ciudad Darío y Terrabona, al este con el municipio de Matagalpa y al oeste con el municipio de San Isidro.

### Accidentes geográficos
Los únicos fenómenos orográficos del municipio son las alturas de El Estero, El Tigüilotal, Pirire y Arrancabarba. En el aspecto hidrográfico se destacan dos grandes ríos; el río Grande de Matagalpa y el río Viejo, ambos en dirección de norte a sur y en forma casi paralela, originando gran fecundidad en sus tierras planas. [cita requerida]

## Historia
En la época precolombina era un importante centro ceremonial de la diosa Cihuatl Coatl, diosa de la agricultura y la fertilidad. Además era sede del importante Cacicazgo de Cihuatl Coatl o Chontales, que comprendía parte de los actuales departamentos de Estelí, Matagalpa, Jinotega, Boaco y Chontales.

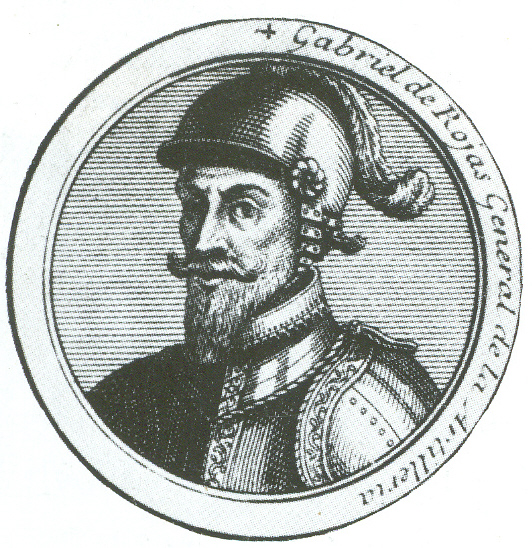
Gabriel de Rojas y Córdova

Su centro estaba ubicado a la orilla del río Viejo, en un lugar conocido actualmente como "La Perla", es ahí donde en 1525 es descubierto por el español Gabriel de Rojas y Córdova, cuando éste buscaba el desaguadero del gran lago.  
Rápidamente fue constituido centro de todas las operaciones militares de conquista y de evangelización del norte de Nicaragua. Se funda sobre el antiguo pueblo, la ciudad de "Santiago de Cihuatl Coatl", cabeza del corregimiento de Chontales hasta el siglo XVIII.
Para 1535 el corregimiento de Sébaco comprendía al mismo Sébaco, Metapa y territorios de los actuales departamentos de Matagalpa y Jinotega abarcando hasta Acoyapa en el actual departamento de Chontales. Ya a finales del siglo XVI, la doctrina estaba a cargo de la "Religión de Nuestra Señora de la Merced", que también tenía dos encomiendas en las Ciudades de León y Granada, y otra casa en la Villa de Jerez de la Frontera de Choluteca: antes también tenía casas en la Ciudad de la Nueva Segovia (Ciudad Antigua) y en la Villa del Realexo.
Algo que se puede asegurar es que los de Sébaco no son la misma etnia de los matagalpas y de los chontales, los distinguían su lengua, según los datos proporcionados por los frailes mercedarios. [cita requerida]
En ese mismo año de 1703 se presenta en Sébaco el fraile misionero Antonio Margil de Jesús, quien trata de eliminar por completo los rituales indígenas que todavía se practicaban en Sébaco, ante el fracaso de esta misión y el mismo fracaso del uso de la represión por parte de las autoridades civiles españolas, el fraile aconseja al corregidor de Sébaco, el capitán Muñoz, que para poder conquistar a estos pobladores, debe agasajar a los indígenas y les de reses y herramientas para que puedan trabajar, de este modo se hará más fácil conquistarlos según él, “porque viendo los de adentro el buen tratamiento, podrá ser se salgan muchos”.
El consejo fue tomado por la Corona española. Así que el rey Felipe V de España, el 10 de febrero de 1724 otorga a favor de los indígenas sebaqueños el título real que les acreditaba como únicos dueños, en uso y goce de 23554 hectáreas y 98 acres de fértiles tierras que comprenden la totalidad del valle de Sébaco y más allá, con la intención de conquistar a los indígenas.
Pero estas tierras no fueron un regalo, tampoco fue un acto de justicia pues los indígenas beneficiados solo fueron aquellos que se doblegaron por su puesto a la conquista, quedando fuera todos aquellos que se mantuvieron en rebeldía por las injusticias y que finalmente en su mayoría fueron “muertos para vivir eternamente”, otros quedaron viviendo en las montañas cercanas sin un lugar donde vivir y sin tierras donde trabajar hasta nuestros días.  [cita requerida]
Una gran inundación hace que el pueblo se traslade en 1833 a una colina rocosa al sureste de su original asiento, donde se funda el Nuevo Sébaco de la Asunción, conocido hoy como Sébaco viejo o Sébaco arriba.
Con la construcción de la Carretera Panamericana en los años cincuenta (siglo XX), la población baja y comienza a construir el Sébaco abajo, originalmente el barrio San Jerónimo o La Hielera, desde donde se extiende con el paso de los años por gran parte del valle.
En la actualidad es una población de gran importancia en el norte de Nicaragua, pues es uno de los mayores productores de arroz en la región centroamericana,  [cita requerida] además también cosechan otras plantaciones como: frijol, cebolla, zanahoria y remolacha. Además que goza de una privilegiada situación socioeconómica que lo caracteriza del resto de poblaciones del país.[¿según quién?]
Sébaco fue elevado en 1996 de pueblo al rango de ciudad. Ese mismo año, el segundo pueblo colapsado del municipio, Chagüitillo, recibió el rango de villa.

## Demografía
Sébaco tiene una población actual de 38,588 habitantes. De la población total, el 48% son hombres y el 52% son mujeres. Casi el 67% de la población vive en la zona urbana.

## Descripción
Es una zona privilegiada de Nicaragua, accesible a la mayoría de regiones del país. Es la puerta de entrada a la región septentrional de Nicaragua conocida como las Segovias y a la vez centro que comunica con los departamentos meridionales, Orientales y Occidentales. Es una ciudad radiante de algarabía e intensidad, de gente trabajadora, tenaz y hospitalaria. Ha sido conocida en distintos momentos de la historia como la tierra de la fertilidad, la muy noble y leal ciudad, Ciudad Central,[cita requerida]  Ciudad Bonita,[cita requerida] Antesala de las Segovias, Estrella del septentrión, Candado de Nicaragua,[cita requerida]  ciudad de las cebollas, tierra de cuentos y leyendas, la ciudad de los tamarindos de oro, la tierra de Oyanka y de la Mokuana y, sin lugar a dudas, es el primer puerto terrestre de la nación nicaragüense. [¿por quién?]  Sus calles y patios hermosean el paisaje de esta ciudad con el verdor de los árboles que siembra su gente laboriosa.  
Es atravesada por su extremo occidental, de norte a sur por la Vía Panamericana y por el meridiano el río Grande de Matagalpa. Sébaco, es la ciudad más grande del valle agrícola del mismo nombre y posee tierras tan fértiles, que algunos llegan a decir son las más productivas de este país centroamericano.[cita requerida] Extensos cultivos de hortalizas y arroz se extienden hasta donde alcanza la vista. 

## Clima
La región se caracteriza por un clima de sabana tropical, semi-húmedo. Las temperaturas son elevadas, con un promedio anual que varía de 21 a 30 °C y, ocasionalmente, se registran máximas extremas de hasta 41 °C. [cita requerida]  La precipitación anual fluctúa entre 800 mm como mínimo y 2000 mm como máximo, distribuyéndose de manera uniforme a lo largo del año. La temporada seca se extiende de noviembre a abril. 
La población local se dedica principalmente a actividades agrícolas y comerciales, impulsando la economía a través de un comercio enfocado en la producción de hortalizas y en la industria agropecuaria.

## Turismo
Llegar a Sébaco es sentirse animado a saborear su rica gastronomía que podrá disfrutar en variados y atractivos expendios de alimentos a lo largo de la carretera panamericana desde el kilómetro 97 hasta la salida a Estelí o la salida a Matagalpa. Usted degustaré el tradicional gallo pinto, nacatamal, chancho con yuca, marol o indio viejo, tacos de semilla de hueynacaztli, cabeza de chancho en pozol, vigorón, frito de cabeza de cerdo, chanfaina, chicharrones, tortitas de semillas de ayote y guanacaste, sopas de: cuajada, gallina, res y mondongo y por supuesto la infaltable güirila con cuajada y crema de leche acompañada de su respectiva sopa de frijoles. Podrá acompañar estos alimentos con una deliciosa bebida de pozol con leche, tiste, cacao con leche o chicha de maíz y si prefiere beber la famosa cususa que es un licor del campo fabricado en las comunidades de Carreta Quebrada, Almirante, Chagüitillo y Río Nuevo. No pueden faltar en el postre los dulces entre los que se destacan el almíbar de flor de espadilla, besos, bienmesabe, cajeta de frijol o anté de frijol, cusnaca y melcochas.
Al entrar a la ciudad no se puede dejar de visitar el antiguo templo de Sébaco viejo dedicado a Nuestra Señora de la Asunción, patrona olvidada del pueblo, este templo se ubica en el antiguo asiento que la población ocupó desde 1833 al sureste de la ciudad, es uno de los más antiguos templos coloniales del país, declarado monumento histórico nacional por la Asamblea Nacional en los años 1990. Es un templo sencillo con una inconfundible influencia del arte barroco latinoamericano.
Hacia el sur, en el Barrio San Jerónimo se encuentra el templo dedicado a la Immaculada Concepción de María, con un frontis de tipo neo californiano, con puerta en arco, flanqueada con dos nichos en relieve y con la imagen de la Virgen de la Inmaculada Concepción en la parte superior. 
Hacia el noreste, sobre otra loma se encuentra el templo santuario de la Divina Misericordia, ubicado en un lugar especial desde donde se puede observar gran parte del extenso valle de Sébaco. Este templo es de estilo misional texano y es visitado principalmente en el segundo domingo de Pascua cuando llegan miles de personas para celebrar la fiesta de la Divina Misericordia.  
También encontrará tres museos, el primero en el Barrio San Juan, es el "Museo arqueológico y de historia Cihuatl Coatl", el otro museo es el museo arqueológico de Chagüitillo, en este mismo sector usted podrá visitar el museo natural arqueológico "Quebrada de Arranca Barba", es un sitio donde encontrará en medio de la naturaleza petroglifos que nos evocan un santuario precolombino, su principal figura es un calendario lunar. 
Tampoco puede dejar de conocer el famoso tamarindo de oro, un árbol gigante con más de 500 años de edad, considerado el árbol más antiguo de Nicaragua,[cita requerida]   y en el mismo lugar podrá conocer la Piedra de la mocuana. 

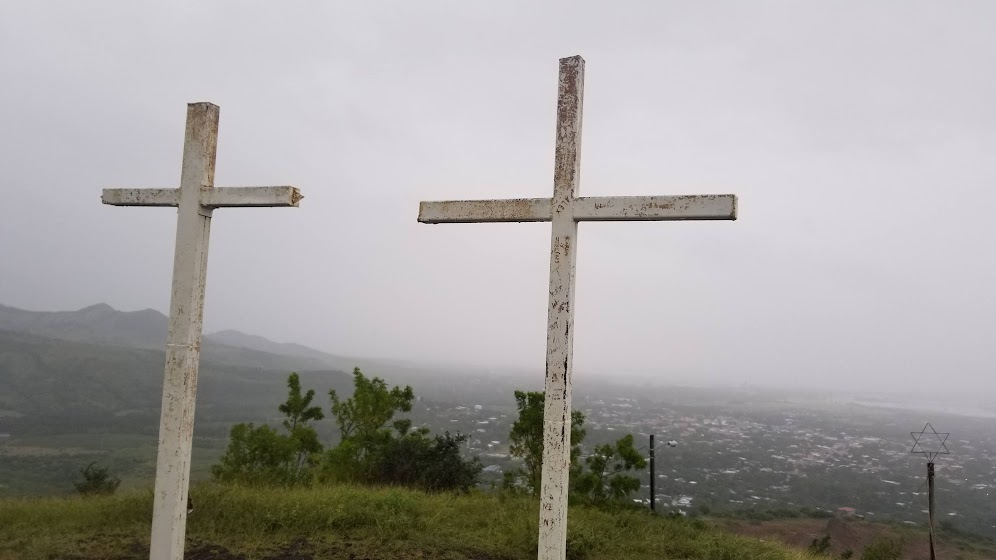
Cerro de la Cruz

El Cerro La Cruz es una nueva alternativa, una iniciativa que ha logrado revivir el ecosistema en esa zona. Aquí podrá caminar entre especies de árboles y plantas comunes del lugar subiendo hasta la cima del cerro de la Cruz donde fue colocada una cruz en le época colonial.[cita requerida]   Desde allí podrá apreciar en todo su esplendor el espectacular valle de Sébaco, la ciudad de Sébaco, poblaciones de Sébaco, Darío y San Isidro y las plantaciones de arroz y hortalizas, para descubrir nuevos lugares de nuestro país, [cita requerida]  aquí se puede hacer un recorrido hasta la cima desde donde se aprecia la ciudad y Valle de Sébaco, una excelente vista panorámica de las montañas que rodean la ciudad, así como los plantíos de arroz y hortalizas.

## Religión
La mayoría de la población profesa la fe cristiana de las que gran parte pertenecen al cristianismo católico (65%), el resto vive su fe en las diferentes denominaciones cristianas protestantes y pentecostales. La población está dedicada a la Virgen de la Asunción, nombre que lleva el templo antiguo y con el que fue fundado Sébaco de la colina: "Nuevo Sébaco de la Asunción". Se celebra en el municipio la fiesta tradicional de Apóstol Santiago cada 25 de julio.

## Transporte
La Carretera Panamericana pasa por el municipio.

## Educación
En la actualidad en la zona urbana existen varios centros docentes que funcionan de lunes a viernes en los turnos matutino y vespertino; así como en cursos sabatinos y dominicales.
- Un parvulario: Jardín Infantil.
- Cinco escuelas de primaria: Rubén Darío, San Luis Gonzaga, Rubén Baltodano, Lirio de los Valles.
- Cuatro institutos de secundaria: Rubén Darío, San Luis Gonzaga, Lirio de los Valles e Instituto Nacional de Sébaco (INEA).